# Bel Pozueta
María Isabel "Bel" Pozueta Fernández (Alsasua, 21 de septiembre de 1965) es una socióloga, sexóloga y educadora sexual española. Se dio a conocer en los medios de comunicación por ser la madre de uno de los jóvenes acusados por el caso Alsasua, ya que fue la portavoz de la plataforma "Altsasu Gurasoak" promovida por los padres afectados. El 13 de marzo de 2019 EH Bildu anunció que sería su cabeza de lista por Navarra en las elecciones generales. No consiguió ser elegida, pero volvió a ocupar el mismo lugar de la lista para la repetición electoral. EH Bildu fue la tercera fuerza en Navarra, por lo que Pozueta resultó elegida, siendo diputada durante la XIV legislatura.

## Trayectoria profesional
Pozueta se licenció en Sociología y realizó un master de Sexología en el Instituto de Ciencias Sexológicas de la Universidad de Alcalá. Entre 1994 y 2006 trabajó como educadora sexual en el Centro de Atención para las Mujeres de Echarri-Aranaz. Experta en coeducación y sexología clínica, ha sido responsable de educación sexual en varios centros educativos de Navarra y Guipúzcoa, y ha colaborado en varios programas educativos del Gobierno de Navarra y del Gobierno Vasco relacionados con ese ámbito.
Ha sido ponente de cursos formativos para profesores de educación infantil y educación primaria, y ha participado en jornadas sobre la sexología, la educación sexual y la coeducación en todo el Estado. También ha trabajado en el servicio de sexualidad dirigido a la juventud del ayuntamiento de Vitoria.

## Labor política
A pesar de no participar activamente en la política fue en el puesto 31 de la coalición Euskal Herritarrok en las elecciones al Parlamento de Navarra de 1999. Asimismo, ocupó el puesto 11 de la candidatura "Altsasuko Indarra" en las elecciones municipales de 2003.
Firmó un manifiesto a favor de una candidatura unitaria de los partidos que daban apoyo al Gobierno de Navarra (Geroa Bai, EH Bildu, Podemos e I-E) a raíz de las elecciones generales de 2015. Participó en la iniciativa Gure Esku Dago de Alsasua, organizando una consulta popular.
Pozueta se dio a conocer en los medios por ser la madre de Adur Ramírez de Alda, joven alsasuarra encarcelado por el caso Alsasua. Desde que comenzó el caso ha sido la portavoz de la plataforma "Altsasu Gurasoak", denunciando su situación en distintos medios y foros.
En marzo de 2019 saltó a la política institucional, en calidad de candidata de EH Bildu para las elecciones generales de abril de ese mismo año. Ante esta elección la plataforma "Altsasu Gurasoak" expresó que no darían apoyo a ninguna candidatura en concreto. En la presentación de su candidatura Pozueta agradeció la labor de los demás padres de la plataforma, y anunció que por cuestiones de ética dejaría de ser la portavoz de la misma, a pesar de seguir siendo miembro.
En las elecciones no consiguió ser diputada, aunque quedó cerca de los 400 votos de arrebatar el segundo diputado al PSN. Tras el en anuncio de la repetición electoral el 10 de noviembre anunció que volvería a ser la candidata de la coalición. En estas elecciones EH Bildu mejoró notablemente sus resultados, posicionándose como tercera fuerza de Navarra, y Pozueta resultó elegida diputada.

## Vida personal
Bel Pozueta está casada con Antton Ramírez de Alda; la pareja tiene tres hijos. Le gusta correr en su tiempo libre, y ha participado en varias carreras.